# المسيدار (ساة)
'

تعديل مصدري - تعديل

المسيدار هي إحدى قرى عزلة ساه بمديرية ساة التابعة لمحافظة حضرموت، بلغ تعداد سكانها 268 نسمة حسب تعداد اليمن لعام 2004.